# Mancomunidad Comarcal Els Ports

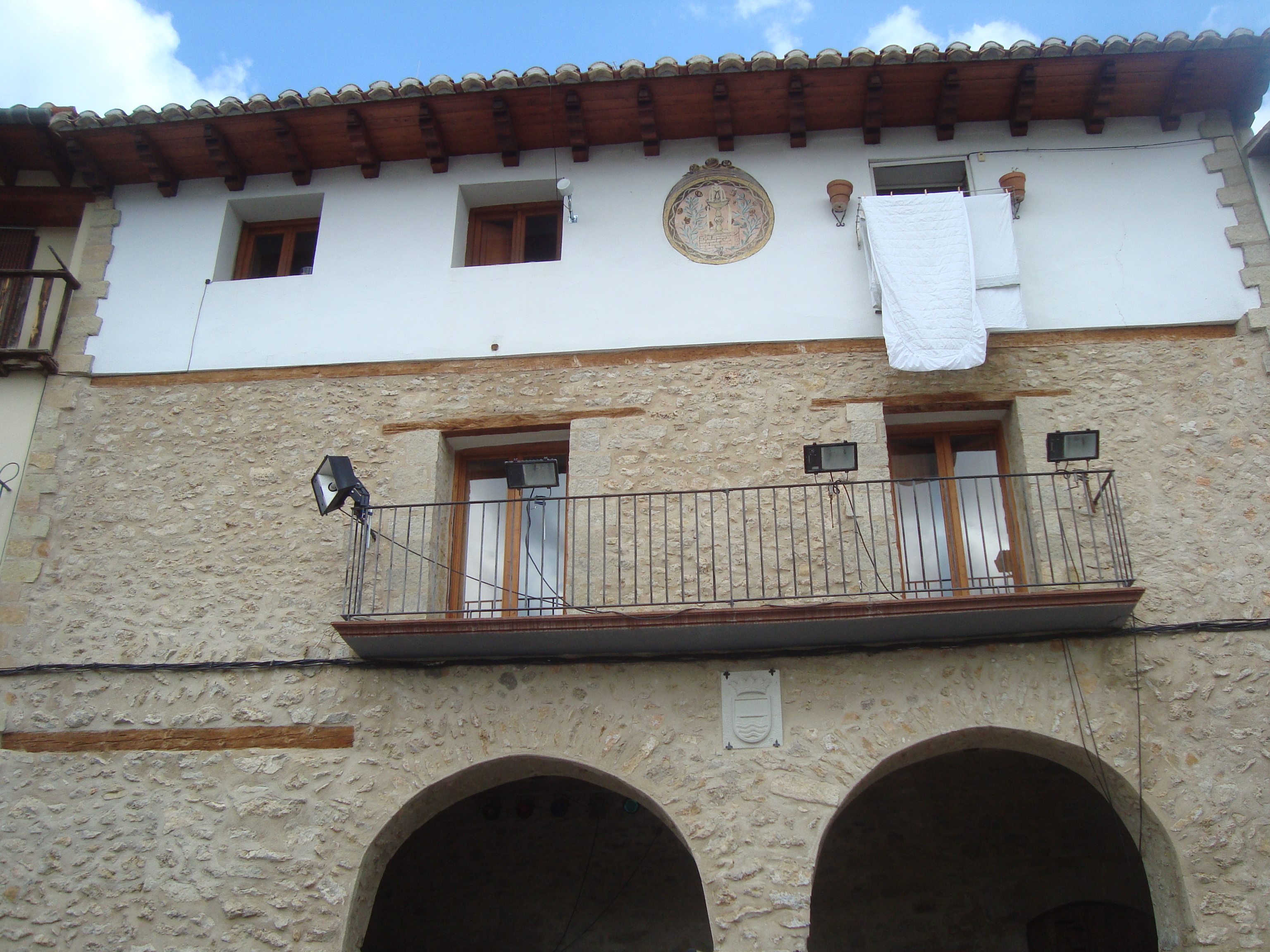
Ayuntamiento de Palanques

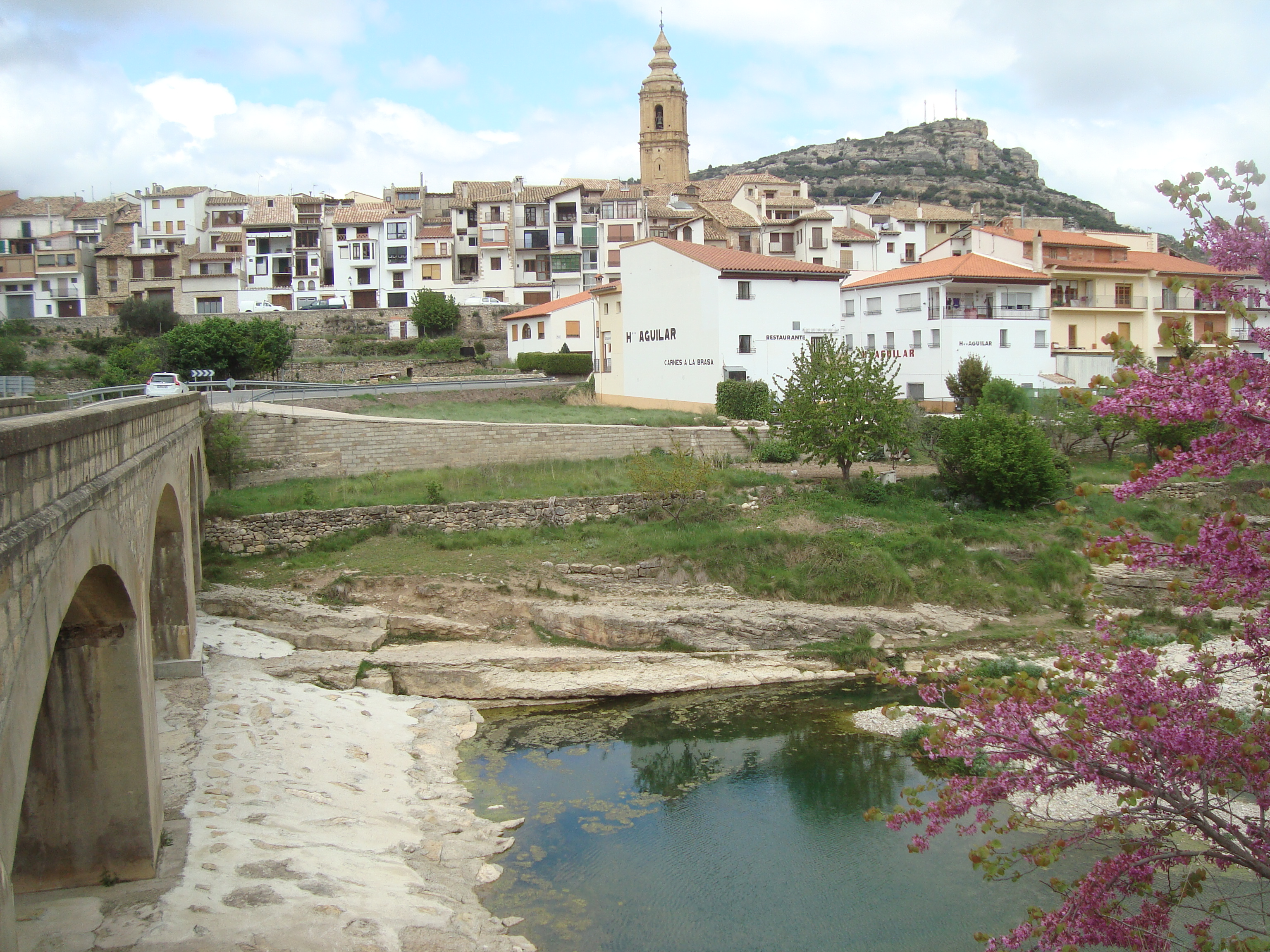
Forcall (Mancomunidad Comarcal Els Ports)

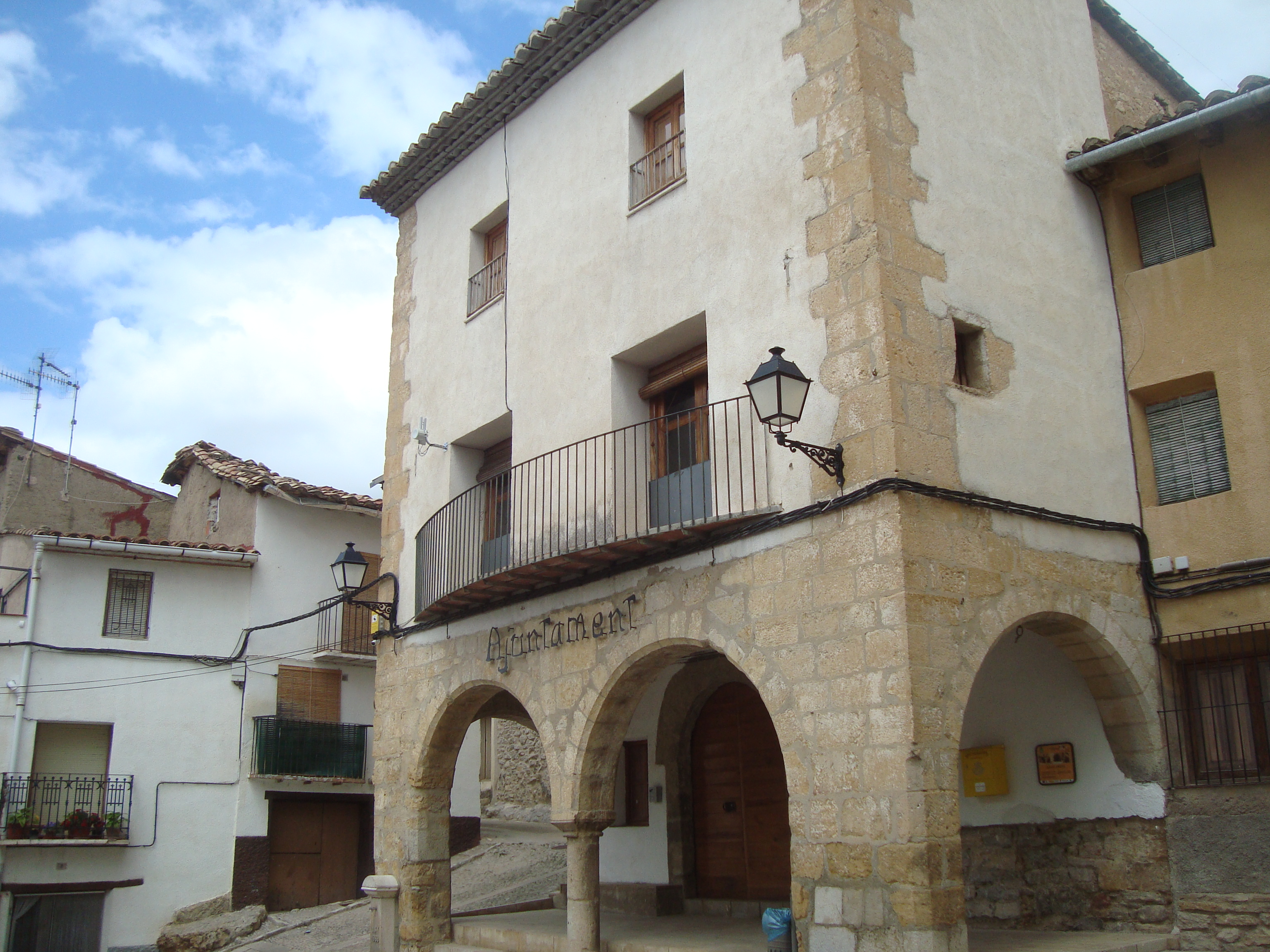
Villores (Mancomunidad Comarcal Els Ports)

La Mancomunidad Comarcal Els Ports es una mancomunidad de diversos municipios pertenecientes a las comarcas de Els Ports, el Alto Maestrazgo y el Bajo Maestrazgo, y cuya sede se encuentra en el municipio de Villafranca del Cid. La finalidad de la misma consiste en fomentar aquellas iniciativas que ayuden a los intereses generales de los municipios integrantes mediante el desarrollo y prestación conjunta de obras, servicios, y actividades propias, así como también, la presentación de forma conjunta ante la administración de aquellos problemas que afecten a los municipios integrantes.

La mancomunidad está formada por 17 municipios y 7.066 habitantes, en una extensión de 1.290,6 km². Desde el año 2023, la mancomunidad está presidida por Ivan Guimerà Edo, de Viu Villores y alcalde de Villores.

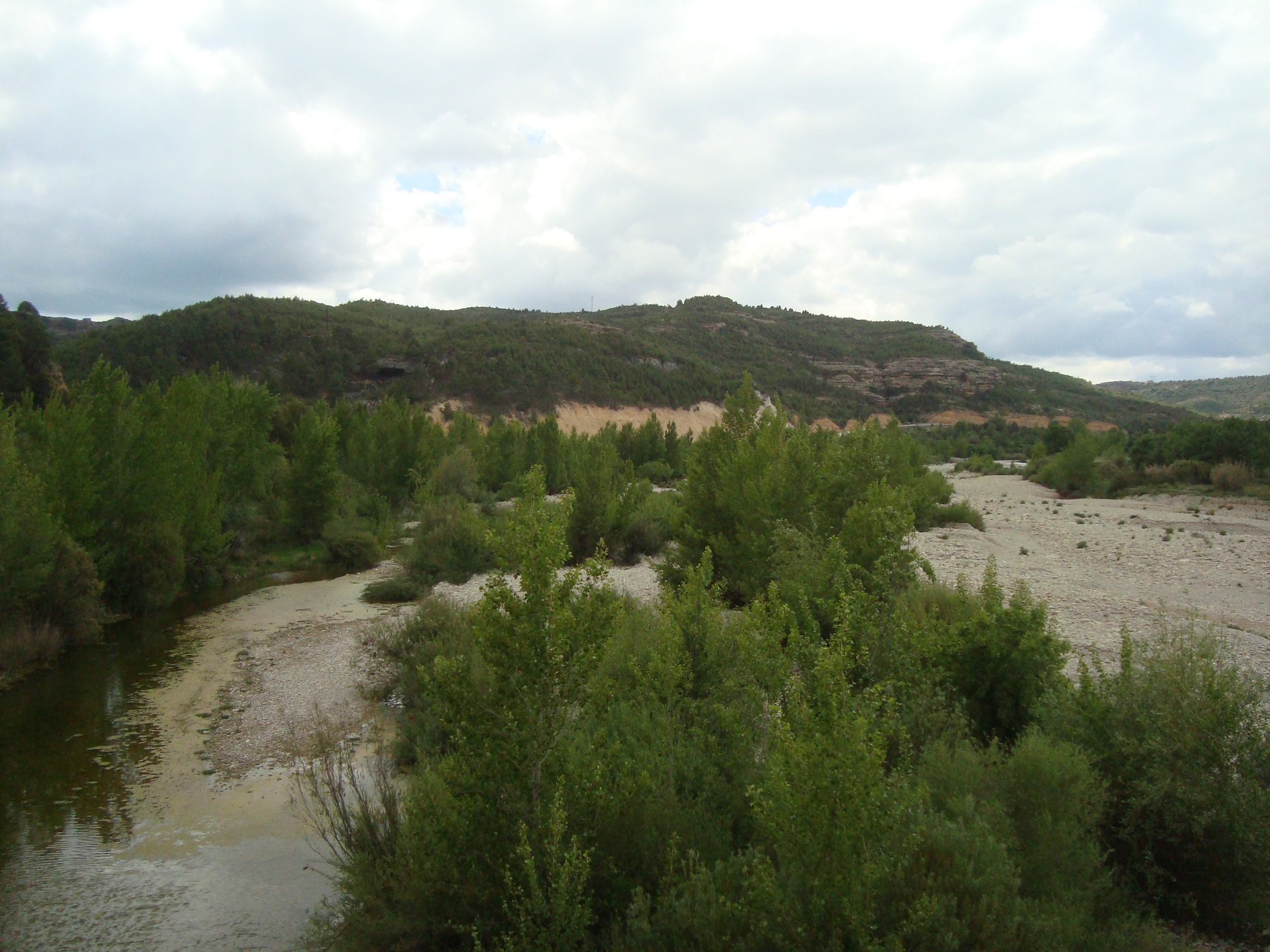
Riberes del riu Bergantes (Palanques)

## Municipios y Competencias
| 1 | Ares del Maestre¹      | 173   | 118,7 | Alto Maestrazgo |
| 2 | Castell de Cabres      | 20    | 30,7  | Bajo Maestrazgo |
| 3 | Castellfort¹           | 188   | 66,7  | Els Ports       |
| 4 | Cinctorres             | 412   | 34,9  | Els Ports       |
| 5 | Forcall                | 465   | 39,2  | Els Ports       |
| 6 | Herbés¹                | 63    | 27,1  | Els Ports       |
| 7 | La Mata¹               | 179   | 15,1  | Els Ports       |
| 8 | Morella                | 2.475 | 413,5 | Els Ports       |
| 9 | Olocau del Rey         | 119   | 44    | Els Ports       |
| 10 | Palanques¹             | 38    | 14,3  | Els Ports       |
| 11 | Portell de Morella¹    | 178   | 49,4  | Els Ports       |
| 12 | Puebla de Benifasar    | 225   | 136   | Bajo Maestrazgo |
| 13 | Zorita del Maestrazgo¹ | 107   | 68,8  | Els Ports       |
| 14 | Todolella¹             | 156   | 34    | Els Ports       |
| 15 | Vallibona              | 61    | 91,4  | Els Ports       |
| 16 | Villafranca del Cid    | 2.154 | 93,8  | Els Ports       |
| 17 | Villores               | 53    | 5,1   | Els Ports       |
| 1 Los municipios de Todolella, Portell de Morella, La Mata, Ares del Maestrat, Castellfort, Palanques, Zorita del Maestrazgo, y Herbés, deciden abandonar la Mancomunitat en el año 2011 y crean otra bajo el nombre de Mancomunitat dels Pobles Menuts. |                        |       |       |                 |

En el año 2011, una serie de discrepancias surgidas en torno a varios municipios gobernados por el PP, provoca por parte de estos últimos el abandono de la Mancomunitat y la formación de otra mancomunidad diferente bajo el nombre de Consorci dels Pobles Menuts.

### Competencias de la Mancomunidad Els Ports
- Defensa del medio ambiente y equilibrio ecológico.
- Servicios de asistencia y equipamiento.
- Servicios educativos, culturales, deportivos y de ocio.
- Servicios sanitarios.
- Asesoramiento jurídico, técnico y administrativo.
- Servicios sociales y promoción de empleo.
- Promoción y dotación de atención turísticas.
- Fomento del desarrollo comercial, industrial, agrícola y ganadero.
- Vías de comunicación y transportes públicos.
- Medios sociales de información